# Bertil Ohlin-medaljen
Bertil Ohlin-medaljen är ett pris instiftat 1994 av Liberala ungdomsförbundet efter förre folkpartiledaren och ekonomipristagaren Bertil Ohlin. Bronsmedaljen delas ut till tidigare medlemmar av förbundsledningen och silvermedaljen till avgående ordförande samt personer eller grupper som gjort betydande insatser inom förbundet. Guldmedaljen är förbehållen personer som förbundet anser gjort stora insatser för liberalismen.
Listan nedan indikerar guldmedaljer om inte annat anges.

## Lista över pristagare
- 1994 Ingrid Segerstedt Wiberg (guld) och May-Britt Öhman (silver)
- 1995 Olle Wästberg
- 1996 Siw Persson
- 1997 Håkan Holmberg (guld), LUF Lysekil (silver)
- 1998 Anne Wibble
- 1999 Barbro Westerholm
- 2000 John Glas
- 2001 Bo Könberg
- 2002 Lena Isaksson, Erik Wallenberg (silver)
- 2003 -
- 2004 Per Ahlmark
- 2005 Erik Jennische och Alexis Gainza Solenzal
- 2006 -
- 2007 Barbro Westerholm och Ingrid Segerstedt Wiberg
- 2008 Robert Aschberg och Expo, och Camilla Lindberg
- 2009 Maciej Zaremba
- 2010 Martin Andreasson (guld), Patrick Krassén (silver)
- 2011 Clarence Crafoord och Centrum för rättvisa
- 2012 Anders Rönmark och Ola Nordebo
- 2013 Tankesmedjan Migro, Rola Brentlin(Rola El-chafei) och Alexander Funcke[1]
- 2014 Lena Andersson
- 2015 Mathias Ståhle
- 2016 Alex Voronov
- 2017 Anders Johnson
- 2018 -
- 2019 Cecilia Malmström
- 2020 Andreas Bergh
- 2021 Angela Gui
- 2022 Gudrun Persson
- 2023 Sakine Madon
- 2024 Svenska kommittén mot antisemitism (SKMA) genom Ulrika Knutson[2]